# Associazione Sportiva Roma 2021-2022
Questa voce raccoglie le informazioni riguardanti l'Associazione Sportiva Roma nelle competizioni ufficiali della stagione 2021-2022.

## Stagione

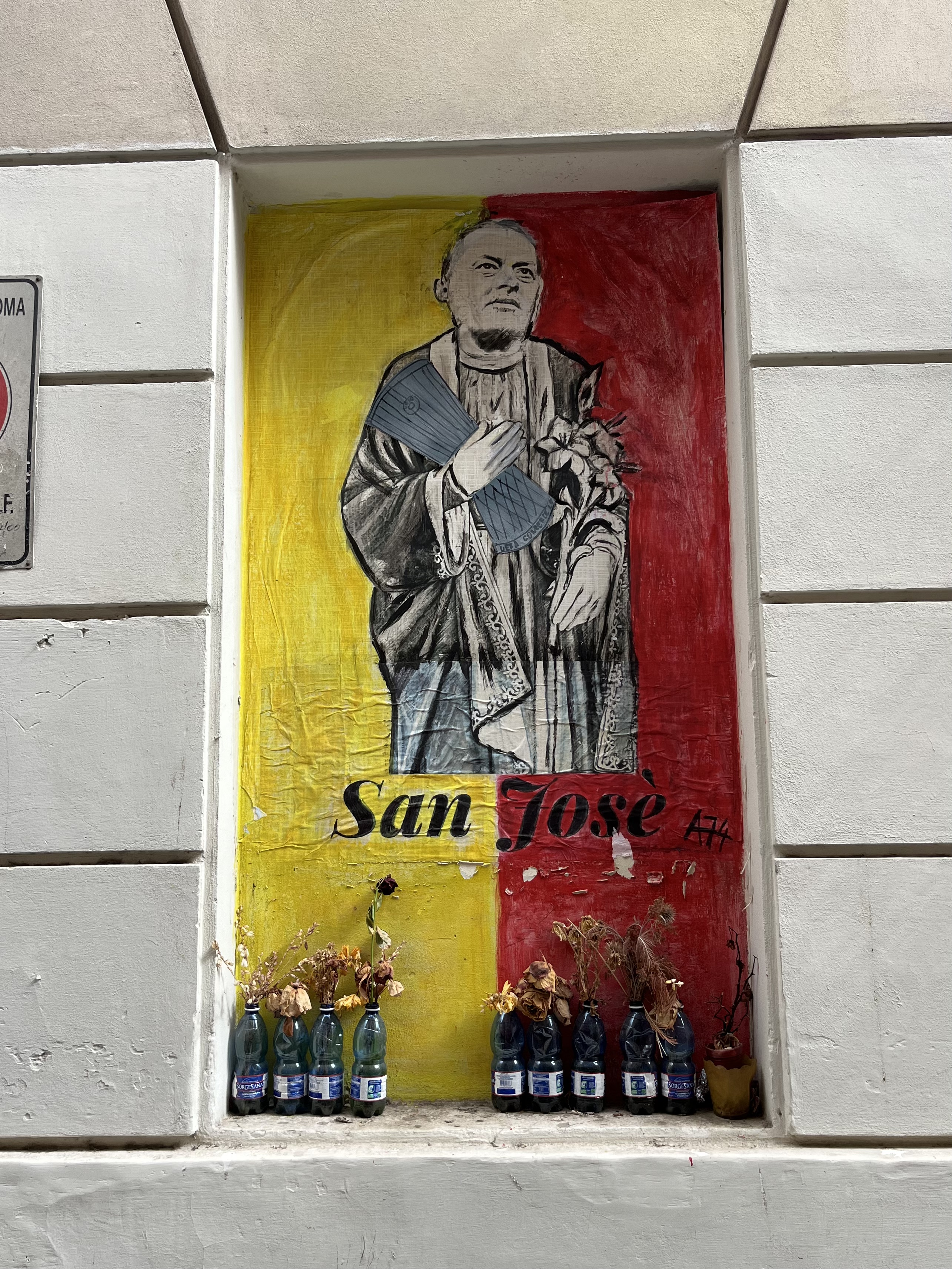
Un murales con Mourinho e il trofeo della Conference League a Roma.

Quella del 2021-2022 è l'89ª stagione in Serie A della Roma e la 93ª nel torneo di massima serie italiano.
A caratterizzare la transizione dalla precedente annata sono principalmente l'arrivo di José Mourinho sulla panchina dei capitolini e il successivo addio del già ex capitano Edin Džeko. La campagna acquisti dei giallorossi è ambiziosa e già nell'estate giungono innesti di alto calibro, tra cui la punta Tammy Abraham, diventata in tale circostanza il secondo acquisto più oneroso di sempre nella storia della Roma, e il portiere Rui Patrício.
L'esordio stagionale coincide con la prima apparizione in assoluto della Magica nella neonata UEFA Conference League, coronata col successo esterno ai danni del Trabzonspor (1-2). Il trionfo nella gara di ritorno contro i turchi (3-0) vale quindi alla Roma la qualifica alla fase a gironi della detta competizione. L'avvio di campionato è inizialmente convincente, ma non tardano ad arrivare le prime battute d'arresto, tra cui il derby perso contro la Lazio alla sesta giornata (3-2). Complicato è il mese di ottobre, segnato dalle sconfitte contro Juventus e Milan in campionato ma soprattutto dalla disfatta in Conference League contro il Bodø/Glimt (6-1). Si tratta però anche di un momento spartiacque: dei giocatori scesi titolari in Norvegia, diversi vengono relegati ai margini della rosa a tempo indeterminato, permettendo una netta ridefinizione del clima di spogliatoio. I giallorossi chiudono la prima parte di stagione al sesto posto in campionato, riuscendo parallelamente a classificarsi primi nel girone di Conference League, risultato che vale l'accesso diretto agli ottavi di finale.
Poco positivo è il mese di gennaio 2022: se in campionato la Roma perde terreno nella corsa per la zona Champions, in Coppa Italia la compagine giallorossa si arrende ai quarti di finale contro i futuri campioni dell'Inter (2-0). Contestualmente, tuttavia, a partire dalla ventiduesima giornata di campionato la Magica inanella una striscia di dodici risultati utili consecutivi in Serie A, tra cui risaltano i successi contro Atalanta (1-0) e Lazio (3-0). Promettente è nel frattempo il rendimento in Conference League, dove la Roma supera prima il Vitesse agli ottavi, quindi nuovamente il Bodø/Glimt ai quarti: per la Roma si tratta così della terza semifinale confederale raggiunta in cinque stagioni. Mentre in campionato la formazione capitolina combatte per un posto in Europa League contro Atalanta, Fiorentina e Lazio, guadagnando all'ultima giornata il sesto posto che vale la qualifica, in Conference League la Roma è vittoriosa anche in semifinale, dove supera il Leicester City, riuscendo così ad accedere a una finale europea a 31 anni dall'ultimo precedente. Il 25 maggio 2022, infine, la Roma supera di misura il Feyenoord in finale (1-0): il successo arriva a dodici anni dall'ultimo trofeo confederale mai conquistato da una squadra italiana, nonché dopo un digiuno di quattordici anni dall'ultimo titolo agguantato dalla Lupa e dopo 61 anni dall'unico precedente trionfo europeo dei giallorossi.

## Divise e sponsor
Lo sponsor tecnico è New Balance, il main sponsor è Digitalbits, mentre il back sponsor è Hyundai. La prima divisa è costituita da maglia rossa con colletto a V e bordi manica gialli, pantaloncini rossi con dettagli gialli e calzettoni rossi con una banda gialla e bianca. La away è una maglia bianca con bordi manica gialli, arancione e rossi, pantaloncini e calzettoni bianchi, la terza divisa è gialla con maniche blu, lupetto di Gratton al posto dello stemma societario e fascia diagonale rossoblu, mentre la quarta è blu con dettagli gialli e rossi, il lupetto di Gratton ripetuto tono su tono nella maglia e lo stemma usato dal 1997 al 2013 al posto di quello in uso. Ci sono quattro divise per i portieri: una è grigia scura con dettagli bianchi e gialli, una gialla con dettagli rossi e neri, una beige con dettagli neri e una azzurra con dettagli neri. Durante il Derby di Roma del 20 marzo 2022 i Giallorossi hanno indossato una divisa casalinga con lo stemma societario in uso dal 1997 al 2013. Il 14 maggio in occasione della gara interna di Serie A contro il Venezia, la squadra scende in campo indossando la prima divisa della stagione 2022-2023.
| Casa | Casa (37ª Serie A) | Trasferta | Terza divisa | Quarta divisa | 1ª portiere | 2ª portiere | 3ª portiere | 4ª portiere |

## Organigramma societario
Di seguito l'organigramma societario.
Area direttiva
- Presidente: Dan Friedkin
- Vicepresidente esecutivo: Ryan Friedkin
- Amministratore Delegato: Guido Fienga, poi Pietro Berardi[33]
- Consiglieri: Marc Watts, Eric Williamson
- General Manager: Tiago Pinto

Area tecnica
- Allenatore: José Mourinho
- Allenatore in seconda: João Sacramento, poi Salvatore Foti (dal 1º gennaio 2022)
- Assistente tecnico: Giovanni Cerra
- Match analyst: Michele Salzarulo
- Preparatore dei portieri: Nuno Santos
- Preparatori atletici: Manrico Ferrari, Carlos Lalín, Stefano Rapetti

## Rosa
Di seguito la rosa.
| N. |                        | Ruolo | Calciatore                       |
| -- | ---------------------- | ----- | -------------------------------- |
| 1  | Portogallo (bandiera)  | P     | Rui Patrício                     |
| 2  | Paesi Bassi (bandiera) | D     | Rick Karsdorp                    |
| 3  | Brasile (bandiera)     | D     | Roger Ibañez                     |
| 4  | Italia (bandiera)      | C     | Bryan Cristante                  |
| 5  | Uruguay (bandiera)     | D     | Matías Viña                      |
| 6  | Inghilterra (bandiera) | D     | Chris Smalling                   |
| 7  | Italia (bandiera)      | C     | Lorenzo Pellegrini (capitano)    |
| 8  | Spagna (bandiera)      | C     | Gonzalo Villar                   |
| 9  | Inghilterra (bandiera) | A     | Tammy Abraham                    |
| 11 | Spagna (bandiera)      | A     | Carles Pérez                     |
| 13 | Italia (bandiera)      | D     | Riccardo Calafiori               |
| 14 | Uzbekistan (bandiera)  | A     | Eldor Shomurodov                 |
| 15 | Inghilterra (bandiera) | D     | Ainsley Maitland-Niles           |
| 17 | Francia (bandiera)     | C     | Jordan Veretout                  |
| 18 | Italia (bandiera)      | D     | Davide Santon                    |
| 19 | Stati Uniti (bandiera) | D     | Bryan Reynolds                   |
| 20 | Argentina (bandiera)   | D     | Federico Fazio                   |
| 21 | Spagna (bandiera)      | A     | Borja Mayoral                    |
| 22 | Italia (bandiera)      | C     | Nicolò Zaniolo                   |
| 23 | Italia (bandiera)      | D     | Gianluca Mancini (vice capitano) |
| 24 | Albania (bandiera)     | D     | Marash Kumbulla                  |
| 27 | Portogallo (bandiera)  | C     | Sérgio Oliveira                  |

| N. |                    | Ruolo | Calciatore               |
| -- | ------------------ | ----- | ------------------------ |
| 37 | Italia (bandiera)  | D     | Leonardo Spinazzola      |
| 42 | Guinea (bandiera)  | C     | Amadou Diawara           |
| 52 | Italia (bandiera)  | C     | Edoardo Bove             |
| 55 | Gambia (bandiera)  | C     | Ebrima Darboe            |
| 58 | Italia (bandiera)  | D     | Filippo Missori          |
| 59 | Polonia (bandiera) | C     | Nicola Zalewski          |
| 60 | Senegal (bandiera) | D     | Maïssa Ndiaye            |
| 62 | Italia (bandiera)  | A     | Cristian Volpato         |
| 63 | Italia (bandiera)  | P     | Pietro Boer              |
| 64 | Ghana (bandiera)   | A     | Felix Afena-Gyan         |
| 65 | Italia (bandiera)  | C     | Filippo Tripi            |
| 67 | Italia (bandiera)  | P     | Davide Mastrantonio      |
| 68 | Svezia (bandiera)  | A     | Joel Voelkerling Persson |
| 72 | Italia (bandiera)  | P     | Gabriele Baldi           |
| 73 | Italia (bandiera)  | C     | Giacomo Faticanti        |
| 74 | Spagna (bandiera)  | D     | Jan Oliveras             |
| 75 | Grecia (bandiera)  | D     | Dimitrios Keramitsis     |
| 76 | Italia (bandiera)  | A     | Antonio Satriano         |
| 77 | Armenia (bandiera) | C     | Henrix Mkhit'aryan       |
| 87 | Brasile (bandiera) | P     | Daniel Fuzato            |
| 92 | Italia (bandiera)  | A     | Stephan El Shaarawy      |

## Calciomercato

### Sessione estiva (dall'1/7 al 31/8)
| Acquisti         | Acquisti            | Acquisti            | Acquisti                    |
| R.               | Nome                | da                  | Modalità                    |
| ---------------- | ------------------- | ------------------- | --------------------------- |
| P                | Robin Olsen         | Everton             | fine prestito               |
| P                | Rui Patrício        | Wolverhampton       | definitivo (11,5 milioni €) |
| D                | Alessandro Florenzi | Paris Saint-Germain | fine prestito               |
| D                | Matías Viña         | Palmeiras           | definitivo (13 milioni €)   |
| C                | Steven Nzonzi       | Rennes              | fine prestito               |
| C                | Ante Ćorić          | Olimpia Lubiana     | fine prestito               |
| A                | Cengiz Ünder        | Leicester City      | fine prestito               |
| A                | Mirko Antonucci     | Salernitana         | fine prestito               |
| A                | Justin Kluivert     | RB Lipsia           | fine prestito               |
| A                | Eldor Shomurodov    | Genoa               | definitivo (17,5 milioni €) |
| A                | Tammy Abraham       | Chelsea             | definitivo (40 milioni €)   |
| Altre operazioni |                     |                     |                             |
| R.               | Nome                | da                  | Modalità                    |
| P                | Matteo Cardinali    | Matelica            | fine prestito               |
| P                | Stefano Greco       | Pro Patria          | fine prestito               |
| P                | Alessio Chiossi     | Modena              | fine prestito               |
| D                | William Bianda      | Zulte Waregem       | fine prestito               |
| D                | Devid Bouah         | Cosenza             | fine prestito               |
| D                | Lorenzo Valeau      | Casertana           | fine prestito               |
| C                | Alessio Riccardi    | Pescara             | fine prestito               |
| C                | Salvatore Pezzella  | Reggiana            | fine prestito               |
| C                | Zakaria Sdaigui     | Gubbio              | fine prestito               |
| C                | Liam Wiklund        | IFK Stocksund       | definitivo                  |
| A                | Žan Celar           | Cremonese           | fine prestito               |
| A                | Ludovico D'Orazio   | Feralpisalò         | fine prestito               |

| Cessioni         | Cessioni            | Cessioni            | Cessioni                                                              |
| R.               | Nome                | a                   | Modalità                                                              |
| ---------------- | ------------------- | ------------------- | --------------------------------------------------------------------- |
| P                | Simone Farelli      |                     | svincolato                                                            |
| P                | Antonio Mirante     |                     | svincolato                                                            |
| P                | Pau López           | Olympique Marsiglia | prestito oneroso (720 mila €) con obbligo di riscatto (12 milioni €)  |
| P                | Robin Olsen         | Sheffield Utd       | prestito con diritto di riscatto                                      |
| D                | Bruno Peres         |                     | svincolato                                                            |
| D                | Juan Jesus          |                     | svincolato                                                            |
| D                | Alessandro Florenzi | Milan               | prestito con diritto di riscatto                                      |
| C                | Ante Ćorić          | Zurigo              | prestito                                                              |
| C                | Javier Pastore      |                     | risoluzione consensuale                                               |
| A                | Cengiz Ünder        | Olympique Marsiglia | prestito con obbligo di riscatto (8,4 milioni €)                      |
| A                | Mirko Antonucci     | Cittadella          | definitivo                                                            |
| A                | Justin Kluivert     | Nizza               | prestito oneroso (1 milione €) con diritto di riscatto (14 milioni €) |
| A                | Edin Džeko          | Inter               | definitivo                                                            |
| A                | Pedro               | Lazio               | definitivo                                                            |
| Altre operazioni |                     |                     |                                                                       |
| R.               | Nome                | a                   | Modalità                                                              |
| P                | Matteo Cardinali    | Latina              | definitivo                                                            |
| P                | Stefano Greco       | Potenza             | prestito                                                              |
| P                | Alessio Chiossi     | Lentigione          | definitivo                                                            |
| D                | William Bianda      | Nancy               | prestito                                                              |
| D                | Lorenzo Valeau      | Seregno             | definitivo                                                            |
| D                | Devid Bouah         | Teramo              | prestito                                                              |
| D                | Alessio Buttaro     | Palermo             | definitivo                                                            |
| C                | Tommaso Milanese    | Alessandria         | prestito con diritto di riscatto                                      |
| C                | Andrea Astrologo    | Vis Pesaro          | definitivo                                                            |
| C                | Zakaria Sdaigui     | Monterosi Tuscia    | definitivo                                                            |
| C                | Salvatore Pezzella  | Siena               | prestito con diritto di riscatto                                      |
| A                | Mory Bamba          | Leixões             | definitivo                                                            |
| A                | Ludovico D'Orazio   | SPAL                | definitivo                                                            |
| A                | Lamine Tall         | Olimpia Lubiana     | definitivo                                                            |
| A                | Suf Podgoreanu      | Spezia              | definitivo                                                            |
| A                | Ruben Providence    | Club Bruges         | prestito con diritto di riscatto                                      |
| A                | Žan Celar           | Lugano              | definitivo                                                            |
| A                | Riccardo Ciervo     | Sampdoria           | prestito con diritto di riscatto                                      |

### Operazioni esterne alle finestre di calciomercato
| Acquisti | Acquisti | Acquisti | Acquisti |
| R.       | Nome     | da       | Modalità |
| -------- | -------- | -------- | -------- |

| Cessioni | Cessioni      | Cessioni  | Cessioni   |
| R.       | Nome          | a         | Modalità   |
| -------- | ------------- | --------- | ---------- |
| C        | Steven Nzonzi | Al-Rayyan | definitivo |

### Sessione invernale (dal 3/1 al 31/1)
| Acquisti         | Acquisti               | Acquisti      | Acquisti                         |
| R.               | Nome                   | da            | Modalità                         |
| ---------------- | ---------------------- | ------------- | -------------------------------- |
| P                | Robin Olsen            | Sheffield Utd | fine prestito                    |
| C                | Ainsley Maitland-Niles | Arsenal       | prestito                         |
| C                | Sérgio Oliveira        | Porto         | prestito con diritto di riscatto |
| Altre operazioni |                        |               |                                  |
| R.               | Nome                   | da            | Modalità                         |
| A                | Riccardo Ciervo        | Sampdoria     | fine prestito                    |
| A                | Ruben Providence       | Club Bruges   | fine prestito                    |

| Cessioni         | Cessioni           | Cessioni            | Cessioni                                       |
| R.               | Nome               | a                   | Modalità                                       |
| ---------------- | ------------------ | ------------------- | ---------------------------------------------- |
| P                | Pau López          | Olympique Marsiglia | definitivo (12 milioni €)                      |
| P                | Robin Olsen        | Aston Villa         | prestito con diritto di riscatto               |
| D                | Riccardo Calafiori | Genoa               | prestito                                       |
| D                | Bryan Reynolds     | Kortrijk            | prestito                                       |
| D                | Federico Fazio     |                     | risoluzione consensuale                        |
| C                | Gonzalo Villar     | Getafe              | prestito                                       |
| A                | Borja Mayoral      | Getafe              | prestito                                       |
| Altre operazioni |                    |                     |                                                |
| R.               | Nome               | a                   | Modalità                                       |
| A                | Riccardo Ciervo    | Sassuolo            | prestito con obbligo di riscatto (2 milioni €) |
| A                | Ruben Providence   | Estoril Praia       | prestito breve                                 |

## Risultati

### Serie A

#### Girone di andata
| Arbitro: | Pairetto (Nichelino) |

|                                  |           |                |
| Mxit'aryan 26’ Veretout 64’, 79’ | Marcatori | 60’ Milenković |

| Arbitro: | Abisso (Palermo) |

|  |           |                                                  |
|  | Marcatori | 48’, 79’ Lo. Pellegrini 52’ Veretout 69’ Abraham |

| Arbitro: | Sozza (Seregno) |

|                                 |           |             |
| Cristante 37’ El Shaarawy 90+1’ | Marcatori | 57’ Đuričić |

| Arbitro: | Maresca (Napoli) |

|                                   |           |                                    |
| Barák 49’ Caprari 54’ Faraoni 63’ | Marcatori | 36’ Lo. Pellegrini 58’ (aut.) Ilić |

| Arbitro: | Rapuano (Rimini) |

|             |           |  |
| Abraham 36’ | Marcatori |  |

| Arbitro: | Guida (Torre Annunziata) |

|                                                    |           |                                |
| Milinković-Savić 10’ Pedro 19’ Felipe Anderson 63’ | Marcatori | 41’ Ibañez 69’ (rig.) Veretout |

| Arbitro: | Ayroldi (Molfetta) |

|                                   |           |  |
| Lo. Pellegrini 42’ Mxit'aryan 48’ | Marcatori |  |

| Arbitro: | Orsato (Schio) |

|          |           |  |
| Kean 16’ | Marcatori |  |

| Roma 24 ottobre 2021, ore 18:00 CEST 9ª giornata | Roma            | 0 – 0 referto | Napoli | Stadio Olimpico (47 801 spett.)\| Arbitro: \| Massa (Imperia) \| |
| Arbitro:                                         | Massa (Imperia) |               |        |                                                                  |

| Arbitro: | Pezzuto (Lecce) |

|               |           |                               |
| Pavoletti 52’ | Marcatori | 71’ Ibañez 78’ Lo. Pellegrini |

| Arbitro: | Maresca (Napoli) |

|                   |           |                                   |
| El Shaarawy 90+3’ | Marcatori | 26’ Ibrahimović 57’ (rig.) Kessié |

| Arbitro: | Aureliano (Bologna) |

|                                         |           |                              |
| Caldara 3’ Aramu 65’ (rig.) Okereke 74’ | Marcatori | 43’ Shomurodov 45+2’ Abraham |

| Arbitro: | Irrati (Pistoia) |

|  |           |                       |
|  | Marcatori | 82’, 90+4’ Afena-Gyan |

| Arbitro: | Chiffi (Padova) |

|             |           |  |
| Abraham 32’ | Marcatori |  |

| Arbitro: | Pairetto (Nichelino) |

|              |           |  |
| Svanberg 35’ | Marcatori |  |

| Arbitro: | Di Bello (Brindisi) |

|  |           |                                       |
|  | Marcatori | 15’ Çalhanoğlu 24’ Džeko 39’ Dumfries |

| Arbitro: | Prontera (Bologna) |

|                        |           |  |
| Smalling 6’ Ibañez 56’ | Marcatori |  |

| Arbitro: | Irrati (Pistoia) |

|                        |           |                                          |
| Cristante 45+1’ (aut.) | Marcatori | 1’, 82’ Abraham 27’ Zaniolo 72’ Smalling |

| Arbitro: | Giacomelli (Trieste) |

|                |           |                |
| Shomurodov 72’ | Marcatori | 80’ Gabbiadini |

#### Girone di ritorno
| Arbitro: | Chiffi (Padova) |

|                                       |           |             |
| Giroud 8’ (rig.) Messias 17’ Leão 82’ | Marcatori | 40’ Abraham |

| Arbitro: | Massa (Imperia) |

|                                               |           |                                                        |
| Abraham 11’ Mxit'aryan 48’ Lo. Pellegrini 53’ | Marcatori | 18’ Dybala 70’ Locatelli 72’ Kulusevski 77’ De Sciglio |

| Arbitro: | Maggioni (Lecco) |

|                     |           |  |
| Oliveira 33’ (rig.) | Marcatori |  |

| Arbitro: | Fabbri (Ravenna) |

|                           |           |                                           |
| Pinamonti 55’ Bajrami 72’ | Marcatori | 24’, 33’ Abraham 35’ Oliveira 37’ Zaniolo |

| Roma 5 febbraio 2022, ore 15:00 CET 24ª giornata | Roma             | 0 – 0 referto | Genoa | Stadio Olimpico (29 863 spett.)\| Arbitro: \| Abisso (Palermo) \| |
| Arbitro:                                         | Abisso (Palermo) |               |       |                                                                   |

| Arbitro: | Guida (Torre Annunziata) |

|                                |           |                                      |
| Smalling 47’ (aut.) Traorè 73’ | Marcatori | 45+1’ (rig.) Abraham 90+4’ Cristante |

| Arbitro: | Pairetto (Nichelino) |

|                      |           |                     |
| Volpato 65’ Bove 84’ | Marcatori | 5’ Barák 20’ Tameze |

| Arbitro: | Fabbri (Ravenna) |

|  |           |                      |
|  | Marcatori | 90+9’ (rig.) Abraham |

| Arbitro: | Massa (Imperia) |

|             |           |  |
| Abraham 32’ | Marcatori |  |

| Arbitro: | Di Bello (Brindisi) |

|            |           |                             |
| Molina 15’ | Marcatori | 90+4’ (rig.) Lo. Pellegrini |

| Arbitro: | Irrati (Pistoia) |

|                                    |           |  |
| Abraham 1’, 22’ Lo. Pellegrini 40’ | Marcatori |  |

| Arbitro: | Manganiello (Pinerolo) |

|  |           |                |
|  | Marcatori | 27’ Mxit'aryan |

| Arbitro: | Volpi (Arezzo) |

|                        |           |                 |
| Pérez 82’ Smalling 85’ | Marcatori | 22’ Radovanović |

| Arbitro: | Di Bello (Brindisi) |

|                       |           |                   |
| L. Insigne 11’ (rig.) | Marcatori | 90+1’ El Shaarawy |

| Arbitro: | Sozza (Seregno) |

|                                        |           |                |
| Dumfries 30’ Brozović 40’ Martínez 52’ | Marcatori | 85’ Mxit'aryan |

| Roma 1º maggio 2022, ore 20:45 CEST 35ª giornata | Roma             | 0 – 0 referto | Bologna | Stadio Olimpico (62 988 spett.)\| Arbitro: \| Fabbri (Ravenna) \| |
| Arbitro:                                         | Fabbri (Ravenna) |               |         |                                                                   |

| Arbitro: | Guida (Torre Annunziata) |

|                                    |           |  |
| González 5’ (rig.) Bonaventura 11’ | Marcatori |  |

| Arbitro: | Sozza (Seregno) |

|                |           |            |
| Shomurodov 76’ | Marcatori | 1’ Okereke |

| Arbitro: | Irrati (Pistoia) |

|  |           |                                                   |
|  | Marcatori | 33’, 42’ (rig.) Abraham 78’ (rig.) Lo. Pellegrini |

### Coppa Italia

#### Fase finale
| Arbitro: | Volpi (Arezzo) |

|                                         |           |               |
| Kumbulla 40’ Abraham 54’ Shomurodov 81’ | Marcatori | 15’ Calabresi |

| Arbitro: | Di Bello (Brindisi) |

|                      |           |  |
| Džeko 2’ Sánchez 68’ | Marcatori |  |

### UEFA Europa Conference League

#### Spareggi
| Arbitro: | Jug |

|               |           |                               |
| Cornelius 64’ | Marcatori | 55’ Pellegrini 81’ Shomurodov |

| Arbitro: | Jovanović |

|                                           |           |  |
| Cristante 20’ Zaniolo 65’ El Shaarawy 84’ | Marcatori |  |

#### Fase a gironi
| Arbitro: | Nyberg |

|                                                             |           |           |
| Pellegrini 25’, 62’ El Shaarawy 38’ Mancini 82’ Abraham 84’ | Marcatori | 10’ Carey |

| Arbitro: | Godinho |

|  |           |                                         |
|  | Marcatori | 7’ El Shaarawy 66’ Smalling 68’ Abraham |

| Arbitro: | Palabıyık |

|                                                            |           |           |
| Botheim 8’, 52’ Berg 20’ Solbakken 71’, 80’ Pellegrino 78’ | Marcatori | 28’ Pérez |

| Arbitro: | Papapetrou |

|                            |           |                             |
| El Shaarawy 54’ Ibañez 84’ | Marcatori | 45+1’ Solbakken 65’ Botheim |

| Arbitro: | Kovács |

|                                        |           |  |
| Pérez 15’ Zaniolo 33’ Abraham 46’, 75’ | Marcatori |  |

| Arbitro: | Walsh |

|                               |           |                              |
| Čataković 75’ Wildschut 90+3’ | Marcatori | 15’, 53’ Abraham 34’ Mayoral |

#### Fase a eliminazione diretta
| Arbitro: | Raczkowski |

|  |           |                |
|  | Marcatori | 45+1’ Oliveira |

| Arbitro: | Petrescu |

|               |           |            |
| Abraham 90+1’ | Marcatori | 62’ Wittek |

| Arbitro: | Gözübüyük |

|                          |           |                |
| Saltnes 56’ Vetlesen 89’ | Marcatori | 43’ Pellegrini |

| Arbitro: | Sánchez Martínez |

|                                  |           |  |
| Abraham 5’ Zaniolo 23’, 29’, 49’ | Marcatori |  |

| Arbitro: | del Cerro Grande |

|                    |           |                |
| Mancini 67’ (aut.) | Marcatori | 15’ Pellegrini |

| Arbitro: | Jovanović |

|             |           |  |
| Abraham 11’ | Marcatori |  |

| Arbitro: | Kovács |

|             |           |  |
| Zaniolo 32’ | Marcatori |  |

## Statistiche

### Statistiche di squadra
| Competizione      | Punti | In casa | In casa | In casa | In casa | In casa | In casa | In trasferta | In trasferta | In trasferta | In trasferta | In trasferta | In trasferta | Totale | Totale | Totale | Totale | Totale | Totale | DR  |
| Competizione      | Punti | G       | V       | N       | P       | Gf      | Gs      | G            | V            | N            | P            | Gf           | Gs           | G      | V      | N      | P      | Gf     | Gs     | DR  |
| ----------------- | ----- | ------- | ------- | ------- | ------- | ------- | ------- | ------------ | ------------ | ------------ | ------------ | ------------ | ------------ | ------ | ------ | ------ | ------ | ------ | ------ | --- |
| Serie A           | 63    | 19      | 10      | 6       | 3       | 26      | 16      | 19           | 8            | 3            | 8            | 33           | 27           | 38     | 18     | 9      | 11     | 59     | 43     | +16 |
| Coppa Italia      | -     | 1       | 1       | 0       | 0       | 3       | 1       | 1            | 0            | 0            | 1            | 0            | 2            | 2      | 1      | 0      | 1      | 3      | 3      | 0   |
| Conference League | 13    | 7       | 5       | 2       | 0       | 20      | 4       | 7            | 4            | 1            | 2            | 12           | 12           | 15     | 10     | 3      | 2      | 33     | 16     | +17 |
| Totale            | -     | 27      | 16      | 8       | 3       | 49      | 21      | 27           | 12           | 4            | 11           | 45           | 41           | 55     | 29     | 12     | 14     | 95     | 62     | +33 |

### Andamento in campionato
| Giornata  | 1 | 2 | 3 | 4 | 5 | 6 | 7 | 8 | 9 | 10 | 11 | 12 | 13 | 14 | 15 | 16 | 17 | 18 | 19 | 20 | 21 | 22 | 23 | 24 | 25 | 26 | 27 | 28 | 29 | 30 | 31 | 32 | 33 | 34 | 35 | 36 | 37 | 38 |
| --------- | - | - | - | - | - | - | - | - | - | -- | -- | -- | -- | -- | -- | -- | -- | -- | -- | -- | -- | -- | -- | -- | -- | -- | -- | -- | -- | -- | -- | -- | -- | -- | -- | -- | -- | -- |
| Luogo     | C | T | C | T | C | T | C | T | C | T  | C  | T  | T  | C  | T  | C  | C  | T  | C  | T  | C  | C  | T  | C  | T  | C  | T  | C  | T  | C  | T  | C  | T  | T  | C  | T  | C  | T  |
| Risultato | V | V | V | P | V | P | V | P | N | V  | P  | P  | V  | V  | P  | P  | V  | V  | N  | P  | P  | V  | V  | N  | N  | N  | V  | V  | N  | V  | V  | V  | N  | P  | N  | P  | N  | V  |
| Posizione | 1 | 1 | 1 | 4 | 4 | 4 | 4 | 4 | 4 | 4  | 4  | 6  | 5  | 5  | 5  | 7  | 6  | 5  | 6  | 6  | 6  | 6  | 6  | 6  | 7  | 8  | 6  | 5  | 6  | 5  | 5  | 5  | 5  | 5  | 5  | 6  | 6  | 6  |

Legenda:

Luogo: C = Casa; T = Trasferta. Risultato: V = Vittoria; N = Pareggio; P = Sconfitta.

### Statistiche dei giocatori
Sono in corsivo i calciatori che hanno lasciato la società a stagione in corso. Tra parentesi le autoreti. A completamento delle statistiche va conteggiato un autogol a favore dei giallorossi.
| Giocatore         | Serie A  | Serie A | Serie A     | Serie A    | Coppa Italia | Coppa Italia | Coppa Italia | Coppa Italia | Conference League | Conference League | Conference League | Conference League | Totale   | Totale | Totale      | Totale     |
| Giocatore         | Presenze | Reti    | Ammonizioni | Espulsioni | Presenze     | Reti         | Ammonizioni  | Espulsioni   | Presenze          | Reti              | Ammonizioni       | Espulsioni        | Presenze | Reti   | Ammonizioni | Espulsioni |
| ----------------- | -------- | ------- | ----------- | ---------- | ------------ | ------------ | ------------ | ------------ | ----------------- | ----------------- | ----------------- | ----------------- | -------- | ------ | ----------- | ---------- |
| T. Abraham        | 37       | 17      | 9           | 0          | 2            | 1            | 1            | 0            | 14                | 9                 | 1                 | 0                 | 53       | 27     | 11          | 0          |
| F. Afena-Gyan     | 17       | 2       | 5           | 1          | 2            | 0            | 1            | 0            | 3                 | 0                 | 0                 | 0                 | 22       | 2      | 6           | 1          |
| P. Boer           | 0        | 0       | 0           | 0          | 0            | 0            | 0            | 0            | 0                 | 0                 | 0                 | 0                 | 0        | 0      | 0           | 0          |
| E. Bove           | 11       | 1       | 0           | 0          | 0            | 0            | 0            | 0            | 2                 | 0                 | 1                 | 0                 | 13       | 1      | 1           | 0          |
| R. Calafiori      | 6        | 0       | 3           | 0          | 0            | 0            | 0            | 0            | 3                 | 0                 | 0                 | 0                 | 9        | 0      | 3           | 0          |
| B. Cristante      | 34       | 2 (-1)  | 9           | 0          | 2            | 0            | 0            | 0            | 14                | 1                 | 2                 | 0                 | 50       | 3      | 11          | 0          |
| E. Darboe         | 1        | 0       | 0           | 0          | 0            | 0            | 0            | 0            | 4                 | 0                 | 1                 | 0                 | 5        | 0      | 1           | 0          |
| A. Diawara        | 4        | 0       | 0           | 0          | 0            | 0            | 0            | 0            | 4                 | 0                 | 0                 | 0                 | 8        | 0      | 0           | 0          |
| S. El Shaarawy    | 27       | 3       | 1           | 0          | 1            | 0            | 0            | 0            | 8                 | 4                 | 1                 | 0                 | 36       | 7      | 2           | 0          |
| F. Fazio          | 0        | 0       | 0           | 0          | 0            | 0            | 0            | 0            | 0                 | 0                 | 0                 | 0                 | 0        | 0      | 0           | 0          |
| D. Fuzato         | 0        | 0       | 0           | 1          | 0            | 0            | 0            | 0            | 1                 | -2                | 0                 | 0                 | 1        | -2     | 0           | 1          |
| R. Ibañez         | 34       | 3       | 9           | 0          | 2            | 0            | 1            | 0            | 15                | 1                 | 2                 | 0                 | 51       | 4      | 12          | 0          |
| R. Karsdorp       | 36       | 0       | 9           | 1          | 2            | 0            | 0            | 0            | 13                | 0                 | 2                 | 0                 | 51       | 0      | 11          | 1          |
| D. Keramitsis     | 1        | 0       | 0           | 0          | 0            | 0            | 0            | 0            | 0                 | 0                 | 0                 | 0                 | 1        | 0      | 0           | 0          |
| M. Kumbulla       | 17       | 0       | 6           | 0          | 2            | 1            | 0            | 0            | 9                 | 0                 | 2                 | 0                 | 28       | 1      | 8           | 0          |
| A. Maitland-Niles | 8        | 0       | 0           | 0          | 1            | 0            | 0            | 0            | 3                 | 0                 | 0                 | 0                 | 12       | 0      | 0           | 0          |
| G. Mancini        | 33       | 0       | 16          | 1          | 1            | 0            | 1            | 0            | 12                | 1 (-1)            | 6                 | 0                 | 46       | 1      | 23          | 1          |
| B. Mayoral        | 5        | 0       | 0           | 0          | 0            | 0            | 0            | 0            | 6                 | 1                 | 1                 | 0                 | 11       | 1      | 1           | 0          |
| F. Missori        | 0        | 0       | 0           | 0          | 0            | 0            | 0            | 0            | 1                 | 0                 | 0                 | 0                 | 1        | 0      | 0           | 0          |
| H. Mxit'aryan     | 31       | 5       | 4           | 1          | 2            | 0            | 0            | 0            | 11                | 0                 | 0                 | 0                 | 44       | 5      | 4           | 1          |
| S. Nzonzi         | 0        | 0       | 0           | 0          | 0            | 0            | 0            | 0            | 0                 | 0                 | 0                 | 0                 | 0        | 0      | 0           | 0          |
| S. Oliveira       | 14       | 2       | 5           | 0          | 2            | 0            | 0            | 0            | 6                 | 1                 | 2                 | 1                 | 22       | 3      | 7           | 1          |
| R. Patricio       | 38       | -43     | 2           | 0          | 2            | -3           | 0            | 0            | 14                | -14               | 2                 | 0                 | 54       | -60    | 4           | 0          |
| L. Pellegrini     | 28       | 9       | 7           | 1          | 1            | 0            | 0            | 0            | 12                | 5                 | 1                 | 0                 | 41       | 14     | 8           | 1          |
| C. Pérez          | 19       | 1       | 2           | 0          | 1            | 0            | 0            | 0            | 8                 | 2                 | 0                 | 0                 | 28       | 3      | 2           | 0          |
| B. Reynolds       | 1        | 0       | 0           | 0          | 0            | 0            | 0            | 0            | 2                 | 0                 | 0                 | 0                 | 3        | 0      | 0           | 0          |
| D. Santon         | 0        | 0       | 0           | 0          | 0            | 0            | 0            | 0            | 0                 | 0                 | 0                 | 0                 | 0        | 0      | 0           | 0          |
| E. Shomurodov     | 27       | 3       | 2           | 0          | 1            | 1            | 0            | 0            | 11                | 1                 | 0                 | 0                 | 39       | 5      | 2           | 0          |
| C. Smalling       | 27       | 3       | 0           | 0          | 1            | 0            | 0            | 0            | 10                | 1                 | 0                 | 0                 | 38       | 4      | 0           | 0          |
| L. Spinazzola     | 3        | 0       | 1           | 0          | 0            | 0            | 0            | 0            | 1                 | 0                 | 1                 | 0                 | 4        | 0      | 2           | 0          |
| F. Tripi          | 0        | 0       | 0           | 0          | 0            | 0            | 0            | 0            | 0                 | 0                 | 0                 | 0                 | 0        | 0      | 0           | 0          |
| J. Veretout       | 36       | 4       | 6           | 0          | 2            | 0            | 0            | 0            | 12                | 0                 | 1                 | 0                 | 50       | 4      | 7           | 0          |
| G. Villar         | 0        | 0       | 0           | 0          | 0            | 0            | 0            | 0            | 6                 | 0                 | 0                 | 0                 | 6        | 0      | 0           | 0          |
| M. Viña           | 27       | 0       | 2           | 0          | 2            | 0            | 0            | 0            | 8                 | 0                 | 3                 | 0                 | 37       | 0      | 5           | 0          |
| C. Volpato        | 3        | 1       | 0           | 0          | 0            | 0            | 0            | 0            | 0                 | 0                 | 0                 | 0                 | 3        | 1      | 0           | 0          |
| N. Zalewski       | 16       | 0       | 1           | 0          | 1            | 0            | 0            | 0            | 7                 | 0                 | 1                 | 0                 | 24       | 0      | 2           | 0          |
| N. Zaniolo        | 28       | 2       | 12          | 2          | 2            | 0            | 1            | 0            | 12                | 6                 | 2                 | 0                 | 42       | 8      | 15          | 2          |

## Giovanili

### Organigramma
- Responsabile Settore Giovanile: B. Conti

Primavera
- Allenatore: A. De Rossi

#### Giovanili
Under 18
- Allenatore: Giuseppe Scurto

Under 17
- Allenatore: Marco Ciaralli

Under 16
- Allenatore: Gianluca Falsini

Under 15
- Allenatore: Antonio Rizzo

### Piazzamenti
- Primavera 
  - Campionato: Finalista - 1º posto nella regular season
  - Coppa Italia: Semifinale.
- Campionato Nazionale Under-18: ?
- Campionato Nazionale Under-17: ?
- Campionato Nazionale Under-16: Vincitore. Scudetto. Campione d'Italia.
- Campionato Nazionale Under-15: ?
- Under 14 Elìte Regionali: Vincitrice. Campione del Lazio.